# 翟志剛
翟 志剛（ざい しこう）は中国人民解放軍空軍の将校で、中国国家航天局の宇宙飛行士。2008年に神舟7号で、中国人として初めての宇宙遊泳を行った。
翟は、チチハル市竜江県の農民の家庭で生まれた。中国人民解放軍空軍の航空学校で学んだ後、戦闘機のパイロットになった。1000時間の飛行の後、大佐、パイロットの教官となった。
1996年、翟は宇宙飛行プログラムのテストに選ばれ、1998年に中国初の宇宙飛行士候補14人の中に残った。また彼は神舟5号の最終選考の3人に残ったが、結局、楊利偉が選ばれ、翟は補欠、聶海勝が2番目の補欠となった。さらに翟は神舟6号の最終選考6人に残った。香港の新聞である大公報は、翟と聶が最終的に選ばれる見込みだと報じたが、実際には翟は呉杰と組むこととなり、結局、聶海勝と費俊龍が乗組員に選ばれた。
2008年9月17日、翟は劉伯明、景海鵬とともに神舟7号の乗組員として選ばれ、翟は船長となった。2008年9月25日21時10分（CST）、彼らの乗った宇宙船は、中国3度目の有人宇宙飛行として打ち上げられた 。2008年9月27日、翟は中国人として初めて、完全に船外に出て宇宙遊泳を行った。翟は3000万元（約4億7000万円）をかけて開発された国産の船外宇宙服「飛天」を着て、18時25分（CST）に無事、宇宙遊泳のミッションを完了した。
翟の趣味は、書道、ダンス、ガジェットである。彼は張淑静と結婚していて、息子が1人いる。